# Piranga bidentata
Piranga bidentata là một loài chim trong họ Cardinalidae.
Loài chim này được tìm thấy từ Mexico khắp Trung Mỹ đến phía bắc Panama và đôi khi ở Hoa Kỳ; bốn phân loài được công nhận. Loài này có thân dài khoảng 18 đến 19 cm (7,1 đến 7,5 in), chim trống chủ yếu có bộ lông màu cam đỏ còn chim mái thì có màu cam hơi vàng.

## Phân loại học và hệ thống học
Nhà tự nhiên học người Anh William John Swainson đã mô tả loài chim này vào năm 1827 từ vật liệu do William Bullock và con trai ông thu thập từ một mẫu vật từ Temascaltepec ở Mexico. Nhà điểu học người Pháp Frédéric de Lafresnaye đã mô tả  Piranga sanguinolenta  như một loài riêng biệt vào năm 1839, mặc dù cả hai thường được coi là đặc hiệu vào cuối thế kỷ 19.
Một nghiên cứu di truyền năm 2019 sử dụng DNA ty thể cho thấy rằng loài Piranga_bidentata là đơn vị phân loại chị em của P. ludoviciana).
Loài này và các loài khác của chi Piranga ban đầu được đặt trong họ Thraupidae. Kể từ khoảng năm 2008, chúng đã được xếp vào họ hiện tại.